# Enos Irigaba Kagaba
Enos Irigaba Kagaba   (Kibuye, 1954) és un empresari ruandès i hutu ètnic que, el 2001, va ser arrestat a l'aeroport de Minneapolis-Saint Paul quan va intentar ingressar als Estats Units.
Inicialment va ser acusat d'intentar ingressar als Estats Units sense documents d'entrada vàlids i de frau per tergiversar la seva identitat. Una investigació en profunditat posterior va descobrir evidència que Kagaba havia comès actes de genocidi durant la guerra de 1994 a Rwanda, en què van morir 800,000 tutsis i hutus moderats.
Kagaba va sol·licitar una audiència davant un jutge federal d'immigració, que a l'agost de 2003 va sostenir el càrrec de genocidi, així com el càrrec que no tenia documents d'entrada vàlids. Aquesta decisió va ser apel·lada davant la Junta d'Apel·lacions d'Immigració a Falls Church, Virginia, que va emetre una decisió el 17 de setembre que donava suport a la decisió de la cort inferior sobre el genocidi i la falta de càrrecs per documents vàlids.
Un tribunal de Gacaca al districte de Karongi ahir va emetre una sentència de cadena perpètua pel seu paper important durant el Genocidi de 1994 contra els tutsis a la província occidental.

## COVID-19
Al març de 2021, l'i els altres van ser vacunats contra el COVID-19, Kagaba va mostrar la seva gratitud amb el govern.